# Lars Bohinen
Lars Roar Bohinen (Vadsø, 1969. szeptember 8. –) norvég válogatott labdarúgó, edző.

## Pályafutása

### Klubcsapatban
Pályafutását amatőr szinten kezdte. Az első profi csapata a Vålerenga volt 1988 és 1989 között. Ezt követően a Vikingnél játszott egy évet. 1990-ben a svájci BSC Young Boys igazolta le, ahol két szezont játszott, majd kölcsönadták a Lillestrøm együttesének. 1993-ban a Nottingham Forest szerződtette. 1995 és 1998 között a Blackburn Rovers játékosa volt. 1998-ban a Derby County csapatához igazolt, melynek színeiben mindössze egy alkalommal, 1998. áprilisában volt eredményes. A későbbiekben játszott még a Lyngby (2001–2002), a Farum (2002) és ismét a Vålerenga (2003–2005) csapataiban.

### A válogatottban
A norvég U21-es válogatottban 1989 és 1991 között 8 mérkőzésen lépett pályára és 1 gólt szerzett. Részt vett az 1989-es ifjúsági világbajnokságon.
1989 és 1999 között 49 alkalommal szerepelt a norvég válogatottban és 10 gólt szerzett. Részt vett az 1994-es világbajnokságon. 

## Edzőként
Miután befejezte az aktív játékot a Vålerengánál kezdte az edzősködést segédedzőként. Ezt követően a Stabæk csapatánál dolgozott sportigazgatóként. 2012 és 2013 az Asker, 2014 és 2017 között a Sandefjord edzője volt. 2018 óta az Aalesunds együttesét irányítja.

## Edzői statisztika
2021. december 12. szerint.
| Csapat       | Nemzet   | –tól               | –ig                 | Mérkőzések | Mérkőzések | Mérkőzések | Mérkőzések | Mérkőzések |
| Csapat       | Nemzet   | –tól               | –ig                 | M          | Gy         | V          | D          | Gy %       |
| ------------ | -------- | ------------------ | ------------------- | ---------- | ---------- | ---------- | ---------- | ---------- |
| Asker        | Norvégia | 2012. november 2.  | 2013. október 28.   | 29         | 19         | 5          | 5          | 65,5       |
| Sandefjord   | Norvégia | 2013. október 28.  | 2017. december 20.  | 134        | 63         | 21         | 50         | 47,0       |
| Aalesunds    | Norvégia | 2017. december 20. | 2020. augusztus 23. | 84         | 50         | 14         | 20         | 59,5       |
| Sarpsborg 08 | Norvégia | 2021. június 6.    | 2021. december 31.  | 29         | 13         | 4          | 12         | 44,8       |
| Összesen     | Összesen | Összesen           | Összesen            | 276        | 145        | 44         | 87         | 52,5       |